# Nanumea Conservation Area
Nanumea Conservation Area (deutsch Nanumea-Schutzgebiet) ist ein Meeresschutzgebiet im Pazifikstaat Tuvalu. Es ist eines von drei Naturschutzgebieten des Landes und bedeckt eine Fläche von zwei Quadratkilometern. Das Schutzgebiet wurde 2006 eingerichtet.
Die Nanumea Conservation Area liegt im Norden des Nanumea-Atoll. Das Schutzgebiet umfasst etwa 10 Prozent der Lagune um die Hauptinsel Nanumea.
2012 wurden 207 Fischarten in den Gewässern registriert. Bis zu 42 Prozent des Meeres sind mit Korallen bedeckt.